# Squash nos Jogos da Commonwealth de 2006
O squash nos Jogos da Commonwealth de 2006 foi realizado em Melbourne, na Austrália, entre 16 e 26 de março. Cinco eventos foram disputados no Melbourne Sports and Aquatics Centre.

## Medalhistas
Masculino
| Evento  | Ouro                                    | Prata                                          | Bronze                                |
| Simples | Peter Nicol ENG Inglaterra              | David Palmer AUS Austrália                     | Lee Beachill ENG Inglaterra           |
| Duplas  | Peter Nicol Lee Beachill ENG Inglaterra | Stewart Boswell Anthony Ricketts AUS Austrália | Dan Jenson David Palmer AUS Austrália |

Feminino
| Evento  | Ouro                                          | Prata                                           | Bronze                                      |
| Simples | Natalie Grinham AUS Austrália                 | Rachael Grinham AUS Austrália                   | Shelley Kitchen NZL Nova Zelândia           |
| Duplas  | Natalie Grinham Rachael Grinham AUS Austrália | Shelley Kitchen Tamsyn Leevey NZL Nova Zelândia | Tania Bailey Vicky Botwright ENG Inglaterra |

Misto
| Evento | Ouro                                     | Prata                                          | Bronze                                     |
| Duplas | Natalie Grinham Joe Kneipp AUS Austrália | Vicky Botwright James Willstrop ENG Inglaterra | Rachael Grinham David Palmer AUS Austrália |

## Quadro de medalhas
Três delegações conquistaram medalhas:
| Ordem | País          | Medalha de ouro | Medalha de prata | Medalha de bronze | Total |
| ----- | ------------- | --------------- | ---------------- | ----------------- | ----- |
| 1     | Austrália     | 3               | 3                | 2                 | 8     |
| 2     | Inglaterra    | 2               | 1                | 2                 | 5     |
| 3     | Nova Zelândia |                 | 1                | 1                 | 2     |
| TOTAL | TOTAL         | 5               | 5                | 5                 | 15    |